# Traktarny
Traktarny (biał. Трактарны, ros. Тракторный) – przystanek kolejowy w Mińsku, na Białorusi.